# Transition géométrique
Pour les articles homonymes, voir Transition (homonymie).
 (juin 2007).
Une transition géométrique est un changement de l'espace de compactification d'une théorie des cordes qui peut faire intervenir un changement de topologie mais sous lequel la physique de la théorie est inchangée. Il existe entre autres : la transition de flop, la transition de conifold. Ces deux transitions-là sont les plus spectaculaires, car de façon imagée, le tissu même de l'espace-temps se déchire puis se répare de lui-même.
Le premier exemple de transition géométrique a été obtenu avec la compactification de la supercorde de type IIA, compactifiée sur {\displaystyle T^{*}S_{3}\,}. Ce dernier est le fibré cotangent de la 3-sphère (et représente la déformation d'une singularité de type conifold), qui est équivalente à la supercorde de type IIA compactifiée sur l'espace {\displaystyle {\mathcal {O}}(-1)\oplus {\mathcal {O}}(-1)/\mathbb {P} _{1}} qui la somme de deux fibrés en droites sur l'espace projectif complexe {\displaystyle \mathbb {CP} _{1}} (et représente cette fois-ci l'éclatement de la même singularité).